# 東アジア競技大会ラグビー競技
東アジア競技大会ラグビー競技（ひがしアジアきょうぎたいかいらぐびーきょうぎ）は、2009年東アジア競技大会のみで行われた7人制ラグビー競技。

## 2009年
2009年12月5日から6日の2日間にかけて行われた。

### 男子
参加国は日本、韓国、台湾、中国、香港、グアムの6カ国（地域）で総当りで行われ、勝ち点（勝ち3点、引き分け2点、負け1点）で上位2カ国が決勝戦を行った。
トーナメント
| 2009年12月5日 | 日本 | 19 - 5 | チャイニーズタイペイ | 香港スタジアム |
| 2009年12月5日 |      |        |                      | 香港スタジアム |

| 2009年12月5日 | 韓国 | 12 - 12 | 中華人民共和国 | 香港スタジアム |
| 2009年12月5日 |      |         |                | 香港スタジアム |

| 2009年12月5日 | 香港 | v | グアム | 香港スタジアム |
| 2009年12月5日 |      |   |        | 香港スタジアム |

| 2009年12月5日 | 中華人民共和国 | v | チャイニーズタイペイ | 香港スタジアム |
| 2009年12月5日 |                |   |                      | 香港スタジアム |

| 2009年12月5日 | 日本 | 17 - 5 | 香港 | 香港スタジアム |
| 2009年12月5日 |      |        |      | 香港スタジアム |

| 2009年12月5日 | 韓国 | 39 - 5 | グアム | 香港スタジアム |
| 2009年12月5日 |      |        |        | 香港スタジアム |

| 2009年12月5日 | 香港 | v | チャイニーズタイペイ | 香港スタジアム |
| 2009年12月5日 |      |   |                      | 香港スタジアム |

| 2009年12月5日 | 中華人民共和国 | v | グアム | 香港スタジアム |
| 2009年12月5日 |                |   |        | 香港スタジアム |

| 2009年12月5日 | 日本 | 19 - 12 | 韓国 | 香港スタジアム |
| 2009年12月5日 |      |         |      | 香港スタジアム |

| 2009年12月6日 | チャイニーズタイペイ | v | グアム | 香港スタジアム |
| 2009年12月6日 |                      |   |        | 香港スタジアム |

| 2009年12月6日 | 日本 | 12 - 14 | 中華人民共和国 | 香港スタジアム |
| 2009年12月6日 |      |         |                | 香港スタジアム |

| 2009年12月6日 | 韓国 | 19 - 21 | 香港 | 香港スタジアム |
| 2009年12月6日 |      |         |      | 香港スタジアム |

| 2009年12月6日 | 日本 | 41 - 7 | グアム | 香港スタジアム |
| 2009年12月6日 |      |        |        | 香港スタジアム |

| 2009年12月6日 | 韓国 | 24 - 7 | チャイニーズタイペイ | 香港スタジアム |
| 2009年12月6日 |      |        |                      | 香港スタジアム |

| 2009年12月6日 | 香港 | v | 中華人民共和国 | 香港スタジアム |
| 2009年12月6日 |      |   |                | 香港スタジアム |

5位決定戦
| 2009年12月6日 | チャイニーズタイペイ | v | グアム | 香港スタジアム |
| 2009年12月6日 |                      |   |        | 香港スタジアム |

3位決定戦
| 2009年12月6日 | 韓国 | 14 - 12 | 中華人民共和国 | 香港スタジアム |
| 2009年12月6日 |      |         |                | 香港スタジアム |

決勝
| 2009年12月6日 | 日本 | 26 - 24 | 香港 | 香港スタジアム |
| 2009年12月6日 |      |         |      | 香港スタジアム |

| 2009年東アジア競技大会7人制ラグビー競技（男子） |
| ----------------------------------------------- |
| · 日本 · 優勝                                   |

### 女子
参加国は日本、中国、香港、グアムの4カ国（地域）で総当りで行われた。勝ち点（勝ち3点、引き分け2点、負け1点）で1位対4位、2位対3位で準決勝を行い、それぞれの勝者が決勝戦を行った。
トーナメント
| 2009年12月5日 | 日本 | 0 - 24 | 中華人民共和国 | 香港スタジアム |
| 2009年12月5日 |      |        |                | 香港スタジアム |

| 2009年12月5日 | グアム | v | 香港 | 香港スタジアム |
| 2009年12月5日 |        |   |      | 香港スタジアム |

| 2009年12月5日 | 日本 | 50 - 0 | グアム | 香港スタジアム |
| 2009年12月5日 |      |        |        | 香港スタジアム |

| 2009年12月5日 | 中華人民共和国 | v | 香港 | 香港スタジアム |
| 2009年12月5日 |                |   |      | 香港スタジアム |

| 2009年12月5日 | 中華人民共和国 | v | グアム | 香港スタジアム |
| 2009年12月5日 |                |   |        | 香港スタジアム |

| 2009年12月5日 | 日本 | 7 - 5 | 香港 | 香港スタジアム |
| 2009年12月5日 |      |       |      | 香港スタジアム |

準決勝
| 2009年12月6日 | 日本 | 19 - 5 | グアム | 香港スタジアム |
| 2009年12月6日 |      |        |        | 香港スタジアム |

| 2009年12月6日 | 中華人民共和国 | v | 香港 | 香港スタジアム |
| 2009年12月6日 |                |   |      | 香港スタジアム |

3位決定戦
| 2009年12月6日 | 香港 | v | グアム | 香港スタジアム |
| 2009年12月6日 |      |   |        | 香港スタジアム |

決勝
| 2009年12月6日 | 日本 | 12 - 34 | 中華人民共和国 | 香港スタジアム |
| 2009年12月6日 |      |         |                | 香港スタジアム |

| 2009年東アジア競技大会7人制ラグビー競技（女子） |
| ----------------------------------------------- |
| · 中華人民共和国 · 優勝                         |